# Ikan'e
La ikan'e (in russo иканье [ˈiːkʌnʲjə], lett. "pronunciare «i»") è un fenomeno fonologico della lingua russa in cui la /e/ in posizione atona si pronuncia [ɪ] (suono simile ad [i], da cui il nome). Ad esempio, in russo семена ("semi") viene pronunciato [sʲɪmʲɪˈnɑ], come se la parola fosse scritta *симина.
La convenzione ortografica del russo non segnala nella scrittura l'esistenza della ikan'e. Gli studenti di russo principianti vengono spesso confusi da questo fenomeno, poiché la pronuncia non corrisponde alla scrittura (come del resto avviene nel caso di altre lettere dell'alfabeto russo), cosicché spesso le parole vengono pronunciate male se lette da un testo scritto o trascritte male se ascoltate, a causa anche dell'abitudine ortografica di non segnalare la posizione dell'accento.
La ikan'e è tipica del dialetto moscovita. In altri dialetti russi la /e/ atona si pronuncia [e] (ekan'e, fenomeno più antico che rende il russo più simile all'ucraino e al ruteno).